# Saint-Hilaire-sur-Helpe
Saint-Hilaire-sur-Helpe is een gemeente in het Franse Noorderdepartement (regio Hauts-de-France) en telt 779 inwoners (1999). De plaats maakt deel uit van het arrondissement Avesnes-sur-Helpe.

## Geografie
De oppervlakte van Saint-Hilaire-sur-Helpe bedraagt 15,4 km², de bevolkingsdichtheid is 50,6 inwoners per km².

## Verkeer en vervoer
In de gemeente ligt spoorwegstation Saint-Hilaire.
De onderstaande kaart toont de ligging van Saint-Hilaire-sur-Helpe met de belangrijkste infrastructuur en aangrenzende gemeenten.

## Demografie
Onderstaande figuur toont het verloop van het inwonertal (bron: INSEE-tellingen).